# كأس المقاطعات الأوروبية 2009
كأس المقاطعات الأوروبية 2009 هو الموسم 6 من كأس المقاطعات الأوروبية. كان عدد الأندية المشاركة فيه 8، وفاز فيه قـشتالة وليون.